# Liste der Bischöfe von Minori
Die folgenden Personen waren Bischöfe von Minori (Italien):
- Sergio (987–?)
- Orso
- Giaquinto (oder Giacinto) um (1069–1079)
- Mauro I. De Monte (ca. 1092–1103)
- Leone (1103 bis ca. 1105)
- Stefano um (1112–1118)
- Costantino um (1127–1145)
- Mauro II. (um 1162)
- Lorenzo um (1175–1207)
- Giovanni De Cavello um (1217–1223)
- Gerbino (ca. 1247–1265?)
- Pietro (1266–1280)
- Andrea Capuano (1281–1305)
- Andrea D’Alagno (1305–1342)
- Bartolomeo De Comite Orso (1342 bis ca. 1343)
- Martuccio (oder Marcuzio) ((?)-1348)
- Giacomo Sergio (1348–1363)
- Filippo (1363–1364)
- Romano (Sorrentino?) (1364–1386)
- Tommaso Scotto
- Paolo Sorrentino (1390–1392) (auch Erzbischof von Amalfi)
- Ambrogio Romano um 1411
- Cristoforo Oliva um 1418
- Ludovico Da Siena (1474–1475)
- Palamide De Cunto (1475–1483)
- Andrea De Cunto (1483–1484) (auch Erzbischof von Amalfi)
- Giovanni Battista De’ Contestabilis (1484–1493)
- Santillo De Simone (1493–1497 oder 1498)
- Alessandro Salato (1497 oder 1498–1509)
- Alessandro (1509–1510 oder 1511)
- Tommaso di Sicilia (1511 oder 1512–1526)
- Giovanni Pietro De Bono (1526–1546)
- Ambrogio Caterino Polito (1546–1552)
- Antonio De Simone (1552–1553)
- Pietro De Affatatis (1553–1557)
- Donato De Laurentiis (1557–1562 oder 1563)
- Alessandro Mollo (oder Moro) (1563–1565)
- Giovanni D’Amato (1565–1567)
- Giovanni Agostino Campanile (1567–1594)
- Orazio Basilisco (1596–1596)
- Tommaso Zerula (1597–1603)
- Giorgio Lazzari (1604–1615)
- Tommaso Brandolino (1615–1636)
- Loreto Di Franco (De Franchis) (1636–1638)
- Patrizio Donati (1639–1648 oder 1649)
- Leonardo Leria (1649–1670)
- Antonio Bottis (oder Botti) (1670–1679)
- Domenico Menna (1683–1691)
- Gennaro Crispino (1691 oder 1692–1694)
- Carlo Cutillo (1694–1704)
- Francesco Morgione (1705–1712)
- Raffaele Tosti (1717 oder 1718–1722)
- Silvestro Staria (oder Stanà) (1722–1753)
- Andrea Torre (1762–1791)
- Serafino Vitale (1798 bis ca. 1806)